# حي الحدائق
حى الحدائق في مدينة بنغازي، ليبيا. يسمى كذلك (الفويهات الشرقية) هو أحد أحياء المدينة السكنية ويوجد به أكبر مستشفى في المدينة وهو مركز بنغازي الطبي، كما يوجد به منتزه بنغازي السياحي والتي يعتبر أكبر منتزه في المدينة.
يعتقد أن تسمية الحي جاءت نظرا لكثرة الأشجار في شوارعه وكذلك تعدد الحدائق به.